# Кочетков, Николай Яковлевич
Никола́й Я́ковлевич Кочетко́в (1918—1988) — старший сержант Рабоче-крестьянской Красной Армии, участник Великой Отечественной войны, Герой Советского Союза (1944).

## Биография
Родился 4 мая 1918 года в селе Малый Сапожок. После окончания сельской школы работал в колхозе. В сентябре 1938 года был призван на службу в Рабоче-крестьянскую Красную Армию. Окончил полковую школу. Демобилизовавшись, продолжал работать в колхозе. В июне 1941 года повторно был призван в армию. С июля того же года — на фронтах Великой Отечественной войны. Попал в окружение и был взят в плен, но вскоре сумел бежать. После проверки вернулся на фронт. К сентябрю 1943 года старший сержант Николай Кочетков командовал миномётным взводом 7-й стрелковой роты 615-го стрелкового полка 167-й стрелковой дивизии 38-й армии Воронежского фронта. Отличился во время битвы за Днепр.
26 сентября 1943 года одним из первых в своём подразделении переправился через Днепр в районе Вышгорода и принял активное участие в захвате и удержании плацдарма на его западном берегу. Ведя миномётный обстрел противника, нанёс ему большие потери. Сумев захватить вражеский миномёт, он продолжал вести огонь из него. В результате действий взвода под командованием Николая Кочеткова только за три дня боёв было уничтожено более 120 вражеских солдат и офицеров. 19 октября 1943 года получил тяжелое ранение и контузию, после чего был отправлен в госпиталь.
Указом Президиума Верховного Совета СССР «О присвоении звания Героя Советского Союза генералам, офицерскому, сержантскому и рядовому составу Красной Армии» от 10 января 1944 года за «образцовое выполнение боевых заданий командования на фронте борьбы с немецко-фашистскими захватчиками и проявленные при этом отвагу и геройство» был удостоен высокого звания Героя Советского Союза с вручением ордена Ленина и медали «Золотая Звезда» за номером 2788.
После окончания войны был демобилизован. Вернулся в Малый Сапожок, работал на различных хозяйственных должностях. Умер 18 июля 1988 года, похоронен в Малом Сапожке.
Был также награждён орденом Отечественной войны 1-й степени и рядом медалей.